# 14028 Nakamurahiroshi
14028 Nakamurahiroshi è un asteroide della fascia principale. Scoperto nel 1994, presenta un'orbita caratterizzata da un semiasse maggiore pari a 2,5510059 au e da un'eccentricità di 0,2078438, inclinata di 5,06450° rispetto all'eclittica.
L'asteroide è dedicato all'astrofilo giapponese Hiroshi Nakamura.